# 光則寺
光則寺（こうそくじ）は、神奈川県鎌倉市長谷にある日蓮宗の寺院。山号は行時山。旧本山は比企谷妙本寺。池上・土富店法縁。

## 歴史
日蓮の佐渡配流に際して鎌倉幕府5代執権北条時頼は、弟子の日朗も捕らえ家臣で寺社奉行の宿屋光則邸の土牢に監禁した。しかし、後に光則は日朗と日蓮を私淑するようになり、1274年（文永11年）頃に自邸を寺院に改め、日朗を開山に迎え、父の名「行時」を山号、自身の名「光則」を寺号として「行時山光則寺」を創建した。これに先立ち、1260年（文永元年）に日蓮は宿谷氏の邸宅を訪ね、「立正安国論」を時頼に建白している。

## 伽藍
- 本堂 1650年（慶安3年）再建[2]。

## 旧末寺
日蓮宗は1941年（昭和16年）に本末を解体したため、現在では、旧本山、旧末寺と呼びならわしている。
- 妙法山蓮清寺（町田市能ヶ谷）
- 四条山収玄寺（鎌倉市長谷）

## 関連資料
- 日蓮宗寺院大鑑編集委員会『宗祖第七百遠忌記念出版 日蓮宗寺院大鑑』大本山池上本門寺 (1981年)
- 「山之内庄長谷村光則寺」『大日本地誌大系』 第40巻新編相模国風土記稿5巻之96村里部鎌倉郡巻之28、雄山閣、1932年8月、45-46頁。NDLJP:1179240/29。